# 台北車站K區地下街
台北車站K區地下街是位於臺灣台北市台北車站站前廣場地下的商場集合，其主館位於台北車站的地下街K區。最初由爭鮮承租營運，命名為「台北新世界購物中心」（Taipei New World Shopping Center），於2005年開幕。2010年，改由誠品生活接手取得經營權，更名為誠品站前店，並重新裝潢商場，於2011年5月4日正式開幕。 2023年3月19日誠品站前店結束營業，同年4月1日起由東森購物接手營運。

## 歷史
2004年9月17日：爭鮮股份有限公司標得台北車站地下街承租權。
2005年4月1日：台北車站地下街工程竣工。
2005年6月17日：爭鮮公司以台北新世界購物中心之名，正式對外營運。
2008年10月：頂溪美食館開業。
2010年1月1日：爭鮮公司退出台北新世界購物中心之經營。
2010年9月27日：誠品生活取得經營權。
2011年5月4日：台北新世界購物中心更名為誠品站前店。
2023年4月1日：由東森購物接手，改為東森廣場台北店。

## 營運

### 爭鮮營運時期

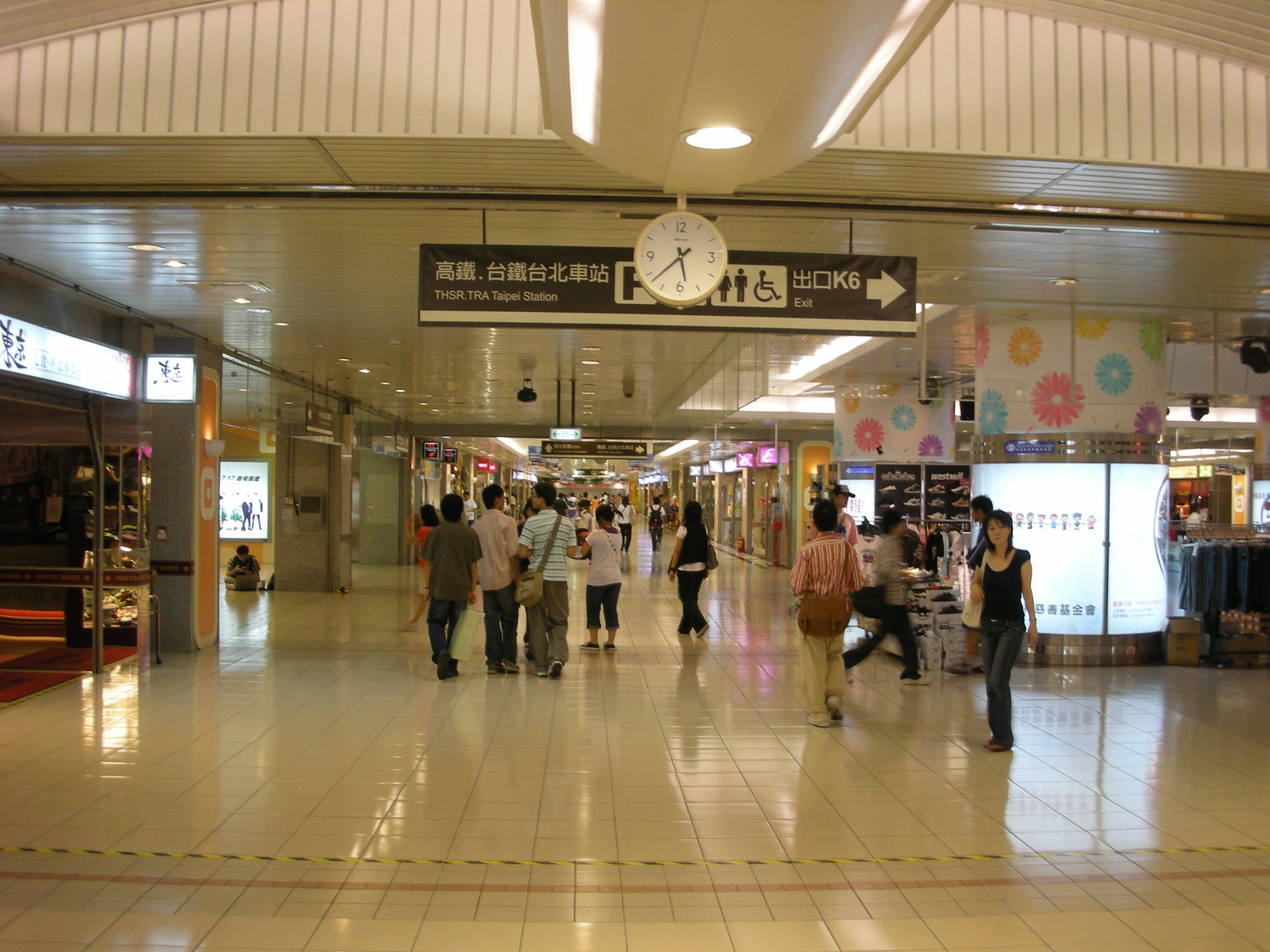
台北新世界購物中心（2008年）

除了位於台北車站地下街的新世界購物中心本館外，爭鮮集團也陸續在包括台北車站與捷運中山站在內的幾個台北捷運設施之內，設有以餐飲服務為主的商場，並規劃成台北新世界購物中心的分館來營運。新世界購物中心主館民國94年4月起，以年收使用費台幣3千萬與權利金（營業額的20.6%）方式於隔年委託爭鮮公司經營至101年3月止共六年。爭鮮營業後雖初期營運尚可，但97年起業績下滑，98年營業額甚至只剩96年的一半，爭鮮公司倉卒決定臨時退場，8個月後由誠品得標重新裝潢繼續經營。

### 誠品營運時期

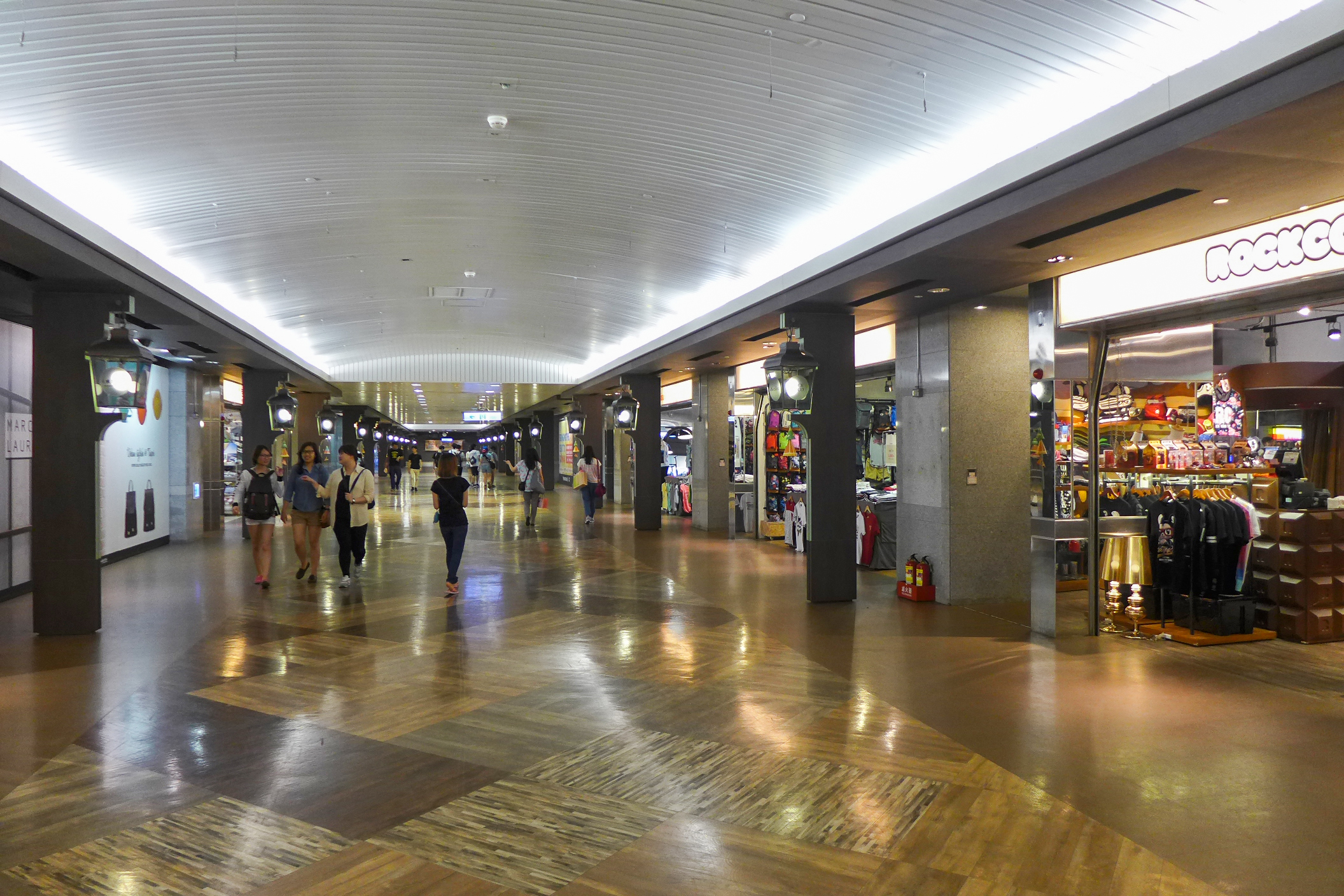
誠品站前店（2015年）

誠品站前店位於全台唯一五鐵共構的台北車站轉運中心，以「幸福、啟程」為定位，期望為匆促往來的國際旅客、城市旅人和都會住民提供一個溫暖親切、輕柔舒緩的購物休憩空間。誠品站前店內部規劃為「人文風格」、「時尚潮流」、「品味生活」、「創意美饌」四大區塊，延續複合式經營理念，除了總計近200坪的誠品書店和誠品文具館，商場內亦提供生活購物、美食廣場等多樣性服務。誠品站前店特別重點規劃展演空間，全年推出各式藝文活動，為忙碌熙攘的臺北車站商圈注入少有的人文氣息。

### 東森營運時期

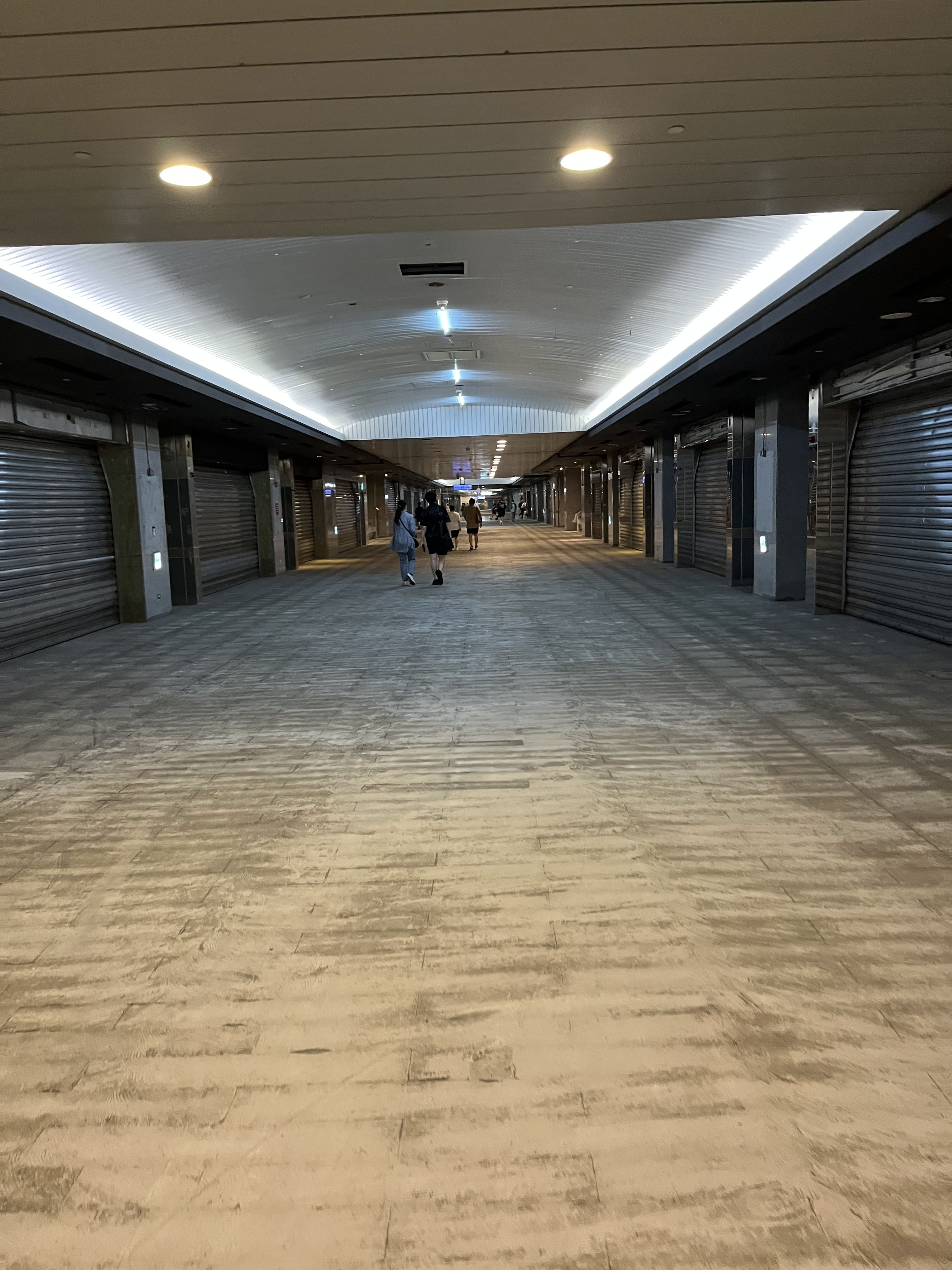
尚未裝修的K區地下街（2023年）

2023年4月1日由東森購物接手，改為東森廣場台北店。
2024年11月的月人流達77萬人次， 年均人流約4,000萬人次。

## 構造及位置
站前本館
概略位於臺鐵台北車站和忠孝西路之間；地面層為站前廣場，並有噴水池等設備，供公眾使用；地下一層為商店街，並和站前地下街、台北車站地下商場、捷運車站出口4等連通；地下二層為停車場。共有12個出入口，均以英文字母「K」為編號開頭，2005年開業。
| 出入口    | 圖片 | 位置                                  |
| --------- | ---- | ------------------------------------- |
| 出入口K1  |      | 台鐵 高鐵（南一門） 忠孝西路 北平西路 |
| 出入口K2  |      | 台鐵 高鐵（南一門） 忠孝西路          |
| 出入口K3  |      | 台鐵 高鐵（南二門） 忠孝西路          |
| 出入口K4  |      | 台鐵 高鐵（南二門） 忠孝西路          |
| 出入口K5  |      | 台鐵 高鐵（南三門） 忠孝西路          |
| 出入口K6  |      | 台鐵 高鐵（南三門） 忠孝西路          |
| 出入口K7  |      | 台鐵 高鐵（南三門） 忠孝西路          |
| 出入口K8  |      | 台鐵 高鐵（南三／西三門） 忠孝西路    |
| 出入口K9  |      | 忠孝西路                              |
| 出入口K10 |      | 忠孝西路                              |
| 出入口K11 |      | 忠孝西路                              |
| 出入口K12 |      | 忠孝西路                              |

## 外部連結
- 東森得易購_ETMall東森購物網官方網站 （页面存档备份，存于）
- 地下街-K區地下街（页面存档备份，存于）.臺北市市場處機關入口網.2023-10-27
- 東森廣場-台北車站（k區地下街）的Facebook專頁